# Радиометр

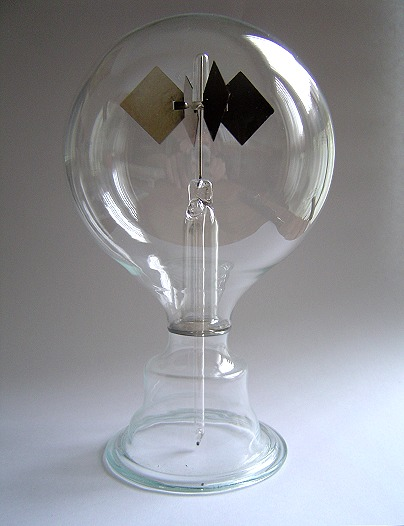
Радиометр Крукса. Лопасти вращаются под воздействием света.

Радио́метр — общее название ряда приборов, предназначенных для измерения энергетических характеристик того или иного излучения, используя его тепловое действие:
- оптический радиометр (болометр) — прибор для измерения потока световой энергии, основанный на тепловом действии света;
- акустический радиометр — прибор для измерения звукового давления;
- прибор для измерения счётных характеристик ионизирующего излучения — плотности потока, потока, активности, и др. (см. также Дозиметр);
- приёмник радиотелескопа.

Радиометры (в том числе радиометрические блоки) — это приборы, которые измеряют плотность потока частиц и применяются обычно для контроля поверхностных загрязнений альфа- и бета-излучающими нуклидами. Эти приборы измеряют число частиц, пересекающих единичную площадь блока детектирования за единицу времени (обычно в част./(см²·мин), реже применяется величина част./(см²·с))